# المراجحة (فلم)
المراجحة (بالإنجليزية: Arbitrage) هو فيلم إثارة ودراما أمريكي أُنتج عام 2012. الفيلم من إخراج نيكولاس جاريكي وبطولة: ريتشارد جير، سوزان سارندون، تيم روث وبريت مارلنج.

## طاقم التمثيل
- ريتشارد جير بدور روبرت ميلر
- سوزان سارندون بدور إلين ميلر
- تيم روث بدور المحقق براير
- بريت مارلنج بدور بروك ميلر
- ليتيسيا كاستا بدور جولي كوتي
- نيت باركر بدور جيمي غرانت
- ستيوارت مارغولين بدور سيد فيلدر
- كريس إيغمان بدور غافن براير
- غرايدون كارتر بدور جيمس مايفيلد
- بروس ألتمان بدور كريس فوغلر

## وصلات خارجية
- الموقع الرسمي
- مقالات تستعمل روابط فنية بلا صلة مع ويكي بيانات